# Coprolàlia
La coprolàlia (de les paraules gregues κόπρος, que significa 'excrements', i λαλία, 'balbucejar') és una tendència patològica a proferir obscenitats. És una característica ocasional, poc freqüent, dels pacients de la síndrome de Tourette.
Aquesta tendència se circumscriu a les paraules i frases culturalment considerades tabús, o inadequades en les relacions socials. En la síndrome de Tourette, la coprolàlia compulsiva pot ser del tot incontrolable, perquè es tracta d'un trastorn desinhibidor. La incapacitat de controlar la vocalització pot provocar una degradació de la vida social i laboral.
Aquest símptoma afecta menys del 10% de pacients amb la síndrome, però atrau més l'atenció que cap d'altre. Igual que l'esquizofrènia, el símptoma apareix habitualment com un clinomorfisme; és a dir: com una alteració o intensificació d'una malaltia amb l'objectiu de produir efectes dramàtics. En el cas de la coprolàlia, el llenguatge obscè compulsiu està típicament i clinomòrficament relacionat amb el patiment d'aquesta síndrome.
A alguns pacients se'ls tracta a base d'injectar-los toxina botulínica al costat de les cordes vocals. Això no impedeix la parla, però produeix una paràlisi parcial que ajuda a controlar el volum dels exabruptes.